# Monozukuri
Monozukuri (ものづくり) est un concept japonais désignant l'art de concevoir et de produire des objets techniques.
Littéralement, le terme signifie "fabriquer (zukuri) des choses (mono)" et est utilisé pour désigner les activités de fabrication (manufacturing).
Il possède également un sens large qui recouvre également les activités d'ingénierie du procédé (production engineering), de gestion de la chaîne logistique (supply chain management) et dans une moindre mesure d'achats ; dans cette acceptation très large, il recouvre un ensemble de termes différents tant en anglais qu'en français.

## Historique
Si le monozukuri invoque une certaine image de production artisanale, le terme émerge dans les années 1990 dans le cadre d'une campagne des grands industriels japonais pour se débarrasser de l'image des 3K (kitanai, kiken, kitsui) qui lui colle à la peau.
Le contexte international et intérieur a changé avec une proportion des métiers du secteur tertiaire dans le PIB et une augmentation des délocalisation des usines japonaises vers les autres pays d'Asie.
C'est surtout la Loi fondamentale sur la promotion des technologies de fabrication de base du 19 mars 1999 qui entérine le terme et lance la campagne de promotion des années suivantes. L'enjeu est de maintenir la compétitivité de l'industrie de l'archipel, menacée par la montée en puissance de la Chine et par l'appréciation du yen, en transformant les atouts industriels spécifiques (monozukuri capabilities) des entreprises japonaises en facteurs suffisamment différenciant pour que leurs centres de production restent localisés sur l'archipel. Le monozukuri peut se traduire par « l’art de fabriquer des objets de qualité à prix accessibles. »
Le monozukuri a été fortement promu par les institutions publiques et de grandes entreprises industrielles japonaises, telles que NEC, Nissan, Toshiba, Sharp ou Toyota. 